# Jakub Kornfeil
Jakub Kornfeil (ur. 8 kwietnia 1993 w Kyjov) – czeski motocyklista.

## Kariera
Kornfeil już jako szesnastolatek zdobył tytuł mistrza Red Bull MotoGP Rookies Cup w 2009, w tym samym sezonie wziął udział także w pięciu wyścigach rangi MMŚ zapewniając sobie miejsce w zespole Racing Team Germany na sezon 2010, jego najlepszy występ miał miejsce w Brnie, gdzie zajął 5. miejsce. Drugi, pełny sezon w 125'kach Czech rozpoczął z teamem Ongetta-Centro Seta, zajął 12. miejsce w klasyfikacji generalnej i pozostał z tą samą ekipą.
Obiecujące wyniki doprowadziły do zawarcia umowy z zespołem RW Racing GP, jednak po nieudanej przygodzie, Kornfeil zaczął 2014 już z zespołem Calvo.

## Statystyki

### Sezony
| Sezon | Klasa | Motocykl  | Wyścigi | Wygrane | Podia | PP | NO | Pkt. | Poz. |
| ----- | ----- | --------- | ------- | ------- | ----- | -- | -- | ---- | ---- |
| 2009  | 125cc | Loncin    | 5       | 0       | 0     | 0  | 0  | 0    | NC   |
| 2010  | 125cc | Aprilia   | 17      | 0       | 0     | 0  | 0  | 28   | 17   |
| 2011  | 125cc | Aprilia   | 17      | 0       | 0     | 0  | 0  | 72   | 12th |
| 2012  | Moto3 | FTR Honda | 17      | 0       | 0     | 0  | 1  | 71   | 15   |
| 2013  | Moto3 | Kalex KTM | 17      | 0       | 0     | 0  | 0  | 68   | 11   |
| 2014  | Moto3 | KTM       | 18      | 0       | 0     | 0  | 1  | 97   | 12   |
| 2015  | Moto3 | KTM       | 18      | 0       | 2     | 0  | 0  | 89   | 12   |
| 2016  | Moto3 | Honda     | 5       | 0       | 0     | 0  | 0  | 36*  | 7*   |
| Razem |       |           | 114     | 0       | 2     | 0  | 2  | 461  |      |

* – sezon w trakcie

### Klasy wyścigowe
| Klasa  | Sezony    | Pierwsze GP     | Pierwsze podium | Pierwsze zwycięstwo | Wyścigi | Wygrane | Podia | PP | NO | Pkt. | WCh. |
| ------ | --------- | --------------- | --------------- | ------------------- | ------- | ------- | ----- | -- | -- | ---- | ---- |
| 125 cc | 2009–2011 | San Marino 2009 |                 |                     | 39      | 0       | 0     | 0  | 0  | 100  | 0    |
| Moto3  | 2012–     | Katar 2012      |                 |                     | 75      | 0       | 2     | 0  | 2  | 361  | 0    |
| Razem  | 2009–     |                 |                 |                     | 114     | 0       | 2     | 0  | 2  | 461  | 0    |

### Starty
| Sezon | Klasa | Motocykl  | 1      | 2      | 3      | 4      | 5      | 6      | 7      | 8      | 9      | 10     | 11     | 12     | 13     | 14     | 15     | 16     | 17     | 18     | Poz. | Pkt. |
| ----- | ----- | --------- | ------ | ------ | ------ | ------ | ------ | ------ | ------ | ------ | ------ | ------ | ------ | ------ | ------ | ------ | ------ | ------ | ------ | ------ | ---- | ---- |
| 2009  | 125cc | Loncin    | QAT    | JPN    | SPA    | FRA    | ITA    | CAT    | NED    | GER    | GBR    | CZE    | IND    | RSM 28 | POR 25 | AUS 23 | MAL 19 | VAL NU |        |        | NS   | 0    |
| 2010  | 125cc | Aprilia   | QAT 19 | SPA 14 | FRA 19 | ITA 17 | GBR 20 | NED 15 | CAT 16 | GER 17 | CZE 5  | IND 14 | RSM 16 | ARA 14 | JPN NU | MAL 14 | AUS 14 | POR 11 | VAL 15 |        | 17   | 28   |
| 2011  | 125cc | Aprilia   | QAT 23 | SPA 7  | POR 13 | FRA 21 | CAT 10 | GBR 9  | NED 16 | ITA 10 | GER 13 | CZE 7  | IND 10 | RSM 12 | ARA 13 | JPN 11 | AUS 13 | MAL 8  | VAL 24 |        | 12   | 72   |
| 2012  | Moto3 | FTR Honda | QAT 15 | SPA NU | POR 10 | FRA NU | CAT 11 | GBR 11 | NED 13 | GER 10 | ITA 8  | IND 8  | CZE 6  | RSM 15 | ARA 11 | JPN 15 | MAL 16 | AUS 13 | VAL 7  |        | 15   | 71   |
| 2013  | Moto3 | Kalex KTM | QAT 22 | AME 10 | SPA 5  | FRA 6  | ITA NU | CAT NU | NED 16 | GER 11 | IND 10 | CZE 8  | GBR 9  | RSM 13 | ARA NU | MAL 13 | AUS 12 | JPN 11 | VAL 16 |        | 11   | 68   |
| 2014  | Moto3 | KTM       | QAT 6  | AME 5  | ARG 20 | SPA 6  | FRA 10 | ITA NU | CAT 15 | NED 11 | GER 11 | IND 10 | CZE 14 | GBR 5  | RSM 17 | ARA 5  | JPN NU | AUS 8  | MAL 8  | VAL 13 | 12   | 97   |
| 2015  | Moto3 | KTM       | QAT 17 | AME 11 | ARG 14 | SPA NU | FRA 6  | ITA 16 | CAT NU | NED 20 | GER 14 | IND 22 | CZE 9  | GBR 2  | RSM 17 | ARA 14 | JPN 12 | AUS 5  | MAL 6  | VAL 3  | 12   | 89   |
| 2016  | Moto3 | Honda     | QAT 10 | ARG 9  | AME 11 | ESP 5  | FRA 9  | ITA    | CAT    | NED    | GER    | AUT    | CZE    | GBR    | SMR    | ARA    | JPN    | MAL    | AUS    | VAL    | 7*   | 36*  |

* – sezon w trakcie